# Échelle de Braden
L'échelle de Braden est une échelle d'évaluation du risque d'escarre, créé en 1987 par Barbara Braden et Nancy Bergstrom aux États-Unis. Cette échelle est beaucoup utilisée aux États-Unis, son intérêt réside dans sa simplicité et sa validation dans de nombreuses études internationales,,,.

## Facteurs pris en compte
Cette échelle permet à l'équipe soignante d'évaluer le risque que le patient développe une escarre et facilite la communication entre les différents acteurs du soin. Un certain nombre de points est attribué à différents facteurs intrinsèques ou extrinsèques (le nombre de points attribué aux différents facteurs peut varier légèrement) :

### La sensibilité
- complètement limitée = 1
- très limitée = 2
- légèrement limitée = 3
- pas de gêne = 4

### La mobilité
- totalement immobile = 1
- très limitée = 2
- légèrement limitée = 3
- pas de limitation = 4

### L'humidité
- constamment humide = 1
- très humide = 2
- parfois humide = 3
- rarement humide = 4

### La nutrition
- très pauvre = 1
- probablement inadéquate = 2
- correcte = 3
- excellente = 4

### L'activité
- confiné au lit = 1
- confiné en chaise = 2
- marche parfois = 3
- marche fréquemment = 4

### Les frictions et frottements
- problème permanent = 1
- problème potentiel = 2
- pas de problème apparent = 3

## Résultat
Plus le résultat est faible, plus le risque d'escarre est élevé. Au-dessus de 18, le risque est faible.
- Risque très élevé : 7 ou moins
- Risque élevé : 8 à 12
- Risque modéré : 13 à 17
- Risque faible : 18 à 23

L’interprétation du résultat peut varier légèrement.